# Заливне (Білогірський район)
Заливне́ (до 1948 — Шейхлє́р, крим. Şeyhler) — село Білогірського району Автономної Республіки Крим.
Входить до Чкаловської сільської ради.

## Історія
Неподалік Заливного є скіфські кургани.

## Населення
Згідно з переписом УРСР 1989 року чисельність наявного населення села становила 77 осіб, з яких 38 чоловіків та 39 жінок.
За переписом населення України 2001 року в селі мешкали 102 особи.

### Мова
Розподіл населення за рідною мовою за даними перепису 2001 року:
| Мова              | Відсоток |
| ----------------- | -------- |
| кримськотатарська | 57,84 %  |
| російська         | 42,16 %  |